# Педраса Гонсалес, Хосе
Хосе Педраса Гонсалес (исп. José Pedraza González; род. 8 мая 1989, Кагуас, Пуэрто-Рико) — пуэрто-риканский боксёр-профессионал, выступающий во второй полулёгкой, в лёгкой и в первой полусредней весовых категориях.
Участник Олимпийских игр (2008), серебряный призёр чемпионата мира (2009), бронзовый призёр Кубка мира (2008), бронзовый призёр Панамериканских игр (2007), чемпион Игр Центральной Америки и Карибского бассейна (2010) в любителях.
Среди профессионалов бывший чемпион мира по версии WBO (2018) в лёгком весе и чемпион мира по версии IBF (2015—2017) во 2-м полулёгком весе.

## Биография
Родился 8 мая 1989 года в городе Кагуас (Пуэрто-Рико).

## Любительская карьера
В августе 2008 года участвовал в Олимпийских играх в Пекине, во 2-й полулёгкой весовой категории (до 60 кг), где в первом раунде соревнований по очкам победил турка Онура Шипала, но во втором раунде соревнований проиграл по очкам французу Дауду Сов — который в итоге стал серебряным призёром Олимпиады.
В декабре 2008 года принял участие в Кубке мира в Москве и выиграл бронзовую медаль, уступив в полуфинале российскому боксёру Альберту Селимову — который в итоге завоевал золото кубка мира.
В сентябре 2009 года во 2-й полулёгкой весовой категории (до 60 кг) прошёл в финал чемпионата мира в Милане, где выиграл серебряную медаль, в борьбе за золото уступив итальянскому боксёру Доменико Валентино.

## Профессиональная карьера
18 февраля 2011 года Хосе Педраса дебютировал на профессиональном ринге, победив техническим нокаутом в 1-м же раунде соотечественника Феликса Ривера (дебют).

### Второй полулёгкий вес
13 июня 2015 года состоялся бой Хосе Педрасы с российским боксёром Андреем Климовым, победив которого единогласным решением судей, Хосе завоевал вакантный титул чемпиона мира по версии IBF во 2-м полулёгком весе.
14 января 2017 года проиграл техническим нокаутом в 7-м раунде небитому американцу Джервонте Дэвису (16-0), и потерял титул чемпиона мира по версии IBF во 2-м полулёгком весе (3-я защита Педрасы).

### Лёгкий вес
25 августа 2018 года состоялся бой Хосе Педрасы с опытным мексиканцем Раймундо Бельтраном (35-7-1), победив которого единогласным решением судей, Хосе завоевал титул чемпиона мира по версии WBO в лёгком весе.
8 декабря 2018 года, побывав дважды в нокдауне в 11-м раунде, уступил единогласным решением судей (счёт: 107-119 и 109-117 (дважды)) украинцу Василию Ломаченко (11-1), в бою за титул чемпиона мира по версиям WBO (1-я защита Педрасы), WBA Super (1-я защита Ломаченко) и The Ring (1-я защита Ломаченко) в лёгком весе.

### Первый полусредний вес
14 сентября 2019 года в бою за вакантный титул чемпиона США по версии WBC (USNBC) в 1-м полусреднем весе уступил единогласным решением судей (счёт: 93-97, 93-97, 93-97) опытному американцу Хосе Сепеда (30-2).

## Статистика профессиональных боёв
В таблице перечислены результаты всех поединков боксёров.
В каждой строке указан результат поединка. Дополнительно номер поединка обозначен цветом, который обозначает итог поединка. Расшифровка обозначений и цветов представлена в нижеследующей таблице.
| Пример | Расшифровка                     |
| ------ | ------------------------------- |
|        | Победа                          |
|        | Ничья                           |
|        | Поражение                       |
|        | Планируемый поединок            |
|        | Поединок признан несостоявшимся |
| КО     | Нокаут                          |
| ТКО    | Технический нокаут              |
| PTS    | Решение судей (по очкам)        |
| UD     | Единогласное решение судей      |
| MD     | Решение большинства судей       |
| SD     | Раздельное решение судей        |
| RTD    | Отказ от продолжения боя        |
| DQ     | Дисквалификация                 |
| NC     | Поединок признан несостоявшимся |

| 36 поединка, 29 побед (14 нокаутом), 6 поражения, 1 ничья.  | 36 поединка, 29 побед (14 нокаутом), 6 поражения, 1 ничья. | 36 поединка, 29 побед (14 нокаутом), 6 поражения, 1 ничья. | 36 поединка, 29 побед (14 нокаутом), 6 поражения, 1 ничья. | 36 поединка, 29 побед (14 нокаутом), 6 поражения, 1 ничья. | 36 поединка, 29 побед (14 нокаутом), 6 поражения, 1 ничья. | 36 поединка, 29 побед (14 нокаутом), 6 поражения, 1 ничья. | 36 поединка, 29 побед (14 нокаутом), 6 поражения, 1 ничья. |
| Бой                                                         | Дата боя                                                   | Соперник                                                   | Место проведения боя                                       | Результат                                                  | Дополнительно |                                                            |                                                            |
| ----------------------------------------------------------- | ---------------------------------------------------------- | ---------------------------------------------------------- | ---------------------------------------------------------- | ---------------------------------------------------------- | --- | ---------------------------------------------------------- | ---------------------------------------------------------- |
| 35                                                          | 3 февраля 2023                                             | Арнольд Барбоса мл. (27-0)                                 | Дезерт Даймонд-арена, Глендейл, Калифорния, США            | UD 10                                                      | Бой за титул чемпиона по версии WBO Inter-Continental (1-я защита Барбосы) в 1-м полусреднем весе. Счёт судей: 93-97, 94-96 (трижды).                                                                                              |                                                            |                                                            |
| 34                                                          | 27 августа 2022                                            | Ричард Комми (30-4)                                        | Hard Rock Hotel & Casino, Талса, Оклахома, США             | SD 10                                                      | Счёт судей: 97-93, 95-95, 94-96. |                                                            |                                                            |
| 33                                                          | 4 марта 2022                                               | Хосе Рамирес (26-1)                                        | Save Mart Arena, Фресно, Калифорния, США                   | UD 12                                                      | Счёт судей: 112-116 (трижды). |                                                            |                                                            |
| 32                                                          | 12 июня 2021                                               | Джулиан Родригес (21-0)                                    | Virgin Hotels Las Vegas, Лас-Вегас, Невада, США            | RTD 8 (10), 3:00                                           | Счёт судей: 77-75 (трижды). |                                                            |                                                            |
| 31                                                          | 19 сентября 2020                                           | Хавьер Молина (22-2)                                       | MGM Grand, Лас-Вегас, Невада, США                          | UD 10                                                      | Счёт судей: 99-91, 98-92 (дважды). |                                                            |                                                            |
| 30                                                          | 2 июля 2020                                                | Миккель Леспьер (22-1-1)                                   | MGM Grand, Лас-Вегас, Невада, США                          | UD 10                                                      | Счёт судей: 100-88, 99-89 (дважды). Леспьер в нокдауне в 5-м и 10-м раундах. |                                                            |                                                            |
| 29                                                          | 14 сентября 2019                                           | Хосе Сепеда (30-2)                                         | Ти-Мобайл Арена, Лас-Вегас, Невада, США                    | UD 10                                                      | Бой за вакантный титул чемпиона США по версии WBC (USNBC) в 1-м полусреднем весе. Счёт судей: 93-97, 93-97, 93-97. |                                                            |                                                            |
| Перешёл в первый полусредний вес — 140 фунтов (до 63,5 кг). |                                                            |                                                            |                                                            |                                                            | |                                                            |                                                            |
| 28                                                          | 25 мая 2019                                                | Антонио Лозада мл. (40-2-1)                                | Киссимми, Флорида, США                                     | TKO 9 (10), 2:34                                           | Завоевал вакантный титул чемпиона по версии WBO Latino в лёгком весе. |                                                            |                                                            |
| 27                                                          | 8 декабря 2018                                             | Василий Ломаченко (11-1)                                   | Madison Square Garden, Нью-Йорк, США                       | UD 12                                                      | Бой за титул чемпиона мира по версиям WBO (1-я защита Педрасы), WBA Super (1-я защита Ломаченко) и The Ring (1-я защита Ломаченко) в лёгком весе. Счёт судей: 107-119 и 109-117 (дважды). Педраса 2 раза в нокдауне в 11-м раунде. |                                                            |                                                            |
| 26                                                          | 25 августа 2018                                            | Раймундо Бельтран (35-7-1)                                 | Глендейл, Аризона, США                                     | UD 12                                                      | Завоевал титул чемпиона мира по версии WBO (1-я защита Бельтрана) в лёгком весе. |                                                            |                                                            |
| 25                                                          | 6 июня 2018                                                | Антонио Моран (23-2)                                       | Лас-Вегас, Невада, США                                     | UD 10                                                      | Завоевал титул чемпиона по версии WBO Latino в лёгком весе. Счёт судей: 96-94 (трижды). |                                                            |                                                            |
| 24                                                          | 17 марта 2018                                              | Хосе Луис Родригес (23-11)                                 | Манхэттен, Нью-Йорк, США                                   | UD 8                                                       | Счёт судей: 80-72 (трижды). |                                                            |                                                            |
| Перешёл в лёгкий вес — 135 фунтов (до 61,23 кг).            |                                                            |                                                            |                                                            |                                                            | |                                                            |                                                            |
| 23                                                          | 14 января 2017                                             | Джервонта Дэвис (16-0)                                     | Бруклин, Нью-Йорк, США                                     | TKO 7 (12), 2:36                                           | Потерял титул чемпиона мира по версии IBF (3-я защита Педрасы) во 2-м полулёгком весе. |                                                            |                                                            |
| 22                                                          | 16 апреля 2016                                             | Стивен Смит (23-1-0)                                       | Машантакет, Коннектикут, США                               | UD 12                                                      | Защитил титул чемпиона мира по версии IBF (2-я защита Педрасы) во 2-м полулёгком весе. Счёт судей: 116-111, 117-110, 116-111. Смит в нокдауне в 9 раунде.                                                                          |                                                            |                                                            |
| 21                                                          | 3 октября 2015                                             | Эднер Черри (34-6-2)                                       | Цинциннати, Огайо, США                                     | SD 12                                                      | Защитил титул чемпиона мира по версии IBF (1-я защита Педрасы) во 2-м полулёгком весе. Счёт судей: 112-116, 117-111, 117-111. |                                                            |                                                            |
| 20                                                          | 13 июня 2015                                               | Андрей Климов (19-1-0)                                     | Бирмингем, Алабама, США                                    | UD 12                                                      | Завоевал вакантный титул чемпиона мира по версии IBF во 2-м полулёгком весе. Счёт судей: 109-119 и 108-120 (дважды). |                                                            |                                                            |
| Бои во втором полулёгком весе — 130 фунтов (до 58,97 кг).   |                                                            |                                                            |                                                            |                                                            | |                                                            |                                                            |
| Бой                                                         | Дата боя                                                   | Соперник                                                   | Место проведения боя                                       | Результат                                                  | Дополнительно |                                                            |                                                            |